# Plectobranchus
Plectobranchus is een monotypisch geslacht van straalvinnige vissen uit de familie van stekelruggen (Stichaeidae).

## Soort
- Plectobranchus evides Gilbert, 1890